# خطرناک: فیلم‌های کوتاه
خطرناک: فیلم‌های کوتاه (به انگلیسی: Dangerous: The Short Films) نام آلبومی ویدئویی از فیلم‌های کوتاه (موزیک ویدئو، نماهنگ) مایکل جکسون است که در سال ۱۹۹۳ بر روی وی‌اچ‌اس و در سال ۲۰۰۱ در دی‌وی‌دی منتشر شد. این آلبوم ویدئویی شامل نماهنگ‌ها و اجراهایی است که در دوران آلبوم خطرناک (۱۹۹۱) ضبط شدند. این دی‌وی‌دی در سال ۲۰۰۸ به همراه آلبوم خطرناک در یک مجموعه ۲ دیسکی دوباره منتشر شد.

## محتوای دی‌وی‌دی
1. آغاز
2. خودتان را کنترل کنید
3. انعکاس ویدئو «سیاه یا سفید» در رسانه‌ها
4. «سیاه یا سفید»
5. پشت صحنهٔ ویدئوی سیاه یا سفید
6. جایزهٔ اسطورهٔ گَرمی
7. «دنیا را التیام بده» (اجرای زنده در سوپربول ۱۹۹۳)
8. پشت صحنهٔ «زمان رو به یاد بیار»
9. «زمان رو به یاد بیار»
10. «آیا آنجا خواهی بود»
11. پشت صحنهٔ «در پستو»
12. «در پستو»
13. رایان وایت (جوانی که به علت بیماری ایدز درگذشت)
14. «خیلی زود رفت»
15. پشت صحنهٔ «جم»
16. «جم»
17. مقدمهٔ «دنیا را التیام بده»
18. «دنیا را التیام بده»
19. «تسلیم من شو»
20. تبلیغ نوشابهٔ پپسی با ترانهٔ «آنجا خواهم بود»
21. «او کیست»
22. پشت صحنهٔ تور جهانی خطرناک
23. «خطرناک»
24. Why You Wanna Trip on Me